# Alexander Zinoviev
Alexander Zinoviev (în rusă Александр Александрович Зиновьев, transliterat: Aleksandr Aleksandrovici Zinoviev; n. 29 octombrie 1922, Chukhlomskoy Uyezd⁠(d), Gubernia Kostroma⁠(d), RSFS Rusă – d. 10 mai 2006, Moscova, Rusia) a fost un scriitor rus și disident din URSS.
În 1978 i-a fost retrasă cetățenia sovietică. Din 1978 până în 1999 a trăit la München. 
În 1981 a publicat Homo sovieticus, în care a criticat birocrația sovietică.